# Santa Lucia (pieśń)

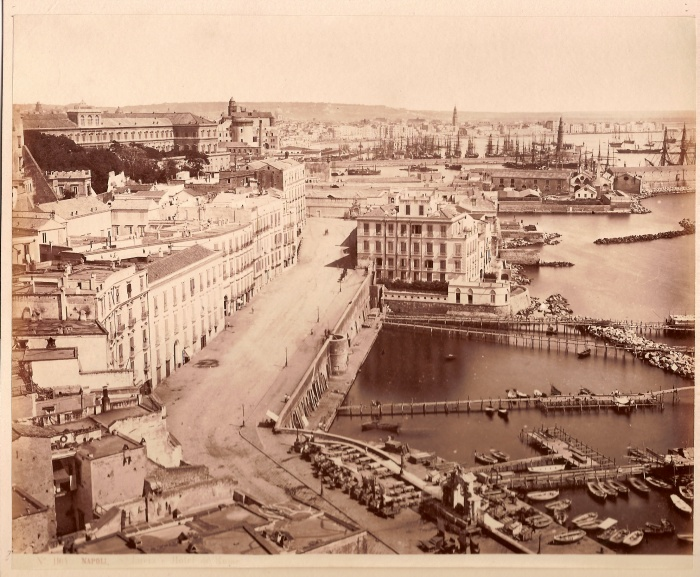
Neapolitańska dzielnica Santa Lucia, widok XIX-wieczny

Santa Lucia (pol. Święta Łucja) – pieśń neapolitańska napisana w 1848 roku. Autorem tekstu (w dialekcie neapolitańskim) i muzyki jest Teodoro Cottrau, autorem tekstu w jęz. włoskim – Enrico Cossovich. Jedna z najbardziej znanych pieśni neapolitańskich. Tematem tekstu jest nadmorska dzielnica Neapolu Santa Lucia widziana od strony morza. 
Pieśń w dialekcie neapolitańskim spopularyzował Enrico Caruso, który nagrał ją na początku 1900 roku.
Santa Lucia była pierwsza pieśnią neapolitańską, która po przetłumaczeniu na język włoski odniosła sukces za granicą (zamieścił ja na swoim albumie Elvis for Everyone Elvis Presley).
Santa Lucia stała się powszechnie znana w krajach skandynawskich, gdzie śpiewa się w czasie uroczystości św. Łucji, przypadającej 13 grudnia.